# Frères Offenstadt
Pour les articles homonymes, voir Offenstadt.
Les frères Offenstadt (Charles, Georges, Maurice — ou Moïse — et Nathan) sont des éditeurs de presse français, d'origine allemande, qui créent une maison d'édition en 1899, les éditions Offenstadt frères, laquelle devient par la suite la Société parisienne d'édition (SPE), spécialisée dans la presse enfantine populaire, connue pour son caractère truculent.
Les frères Offenstadt créent quelques-uns des magazines enfantins parmi les plus connus du début du XXe siècle, comme L'Épatant, L'Intrépide ou encore L'Illustré. Dans ces magazines sont créés des personnages de bande dessinée renommés comme Les Pieds nickelés ou L'Espiègle Lili. Les frères Offenstadt sont souvent en butte à la censure et au moralisme de l'époque. Victimes des lois anti-juives, ils sont spoliés et dépossédés de leur entreprise durant l'Occupation de la France par les Allemands lors de la Seconde Guerre mondiale.

## Les débuts
Les frères Offenstadt sont les fils de Joseph Offenstadt et Dina Kohn. Joseph, né en Bavière le 27 novembre 1833,  est un Allemand de confession juive qui émigre à Paris, où il sollicite en vain la nationalité française en 1872, puis en 1879. Il obtient satisfaction en 1890, ainsi que pour son épouse et leurs enfants. Joseph Offenstadt tient,  rue Poissonnière, dans le 2e arrondissement de Paris, un commerce d'avances sur titres et de paiement de coupons. 
Vers la fin du XIXe siècle, les deux frères Charles et Georges Offenstadt s'associent pour fonder une petite entreprise de matériel nécessaire à la correspondance commerciale, notamment le papier à en-tête, installée rue Jean-Jacques-Rousseau, dans le 1er arrondissement.
Ils décident alors de s'associer avec leurs deux autres frères, Maurice (ou Moïse) et Nathan, pour créer une société d'édition le 26 avril 1899. Il s'agit d'une société en nom collectif au capital de 3 000 francs, sous la raison sociale « Offenstadt Frères », sise au 18, rue Feydeau, dans le 2e arrondissement et dont l'objet social est ainsi résumé : « commission, machines à écrire, papeterie, imprimerie. »
Ils commencent par publier des romans, notamment grivois, en s'appuyant entre autres sur la vogue du genre comique troupier. Imitant la Librairie Nilsson, ils lancent des « romans passionnels » illustrés de photographies « d'après nature », à caractère érotique, avec entre autres Victorien Du Saussay, Jean de La Hire, Armand Silvestre. En 1902, ils créent La Vie en culotte rouge, une revue illustrée hebdomadaire qui alterne les dessins humoristiques et les textes plus ou moins érotiques mettant en scène des militaires en quête d'aventures amoureuses auprès de jeunes femmes « faciles ».

## Les illustrés pour la jeunesse
En 1904, la diminution des coûts de production de magazines en couleurs incitent les frères Offenstadt à s'orienter vers la presse enfantine illustrée. Cette année-là, ils créent le journal l'Illustré, un hebdomadaire vendu cinq centimes, pour lequel ils engagent Louis Forton, alors âgé de vingt-cinq ans, comme dessinateur. En 1906, ils décident de remplacer l'Illustré par le Petit Illustré. En 1908 ils créent l'Épatant dans lequel paraîtront pour la première fois Les Pieds Nickelés, une bande dessinée créée par Louis Forton.

## Les attaques des milieux moralisateurs
Les frères Offenstadt, qui sont juifs et d'origine allemande, sont soumis à des attaques particulièrement virulentes de la part des milieux moralisateurs. Ils sont notamment la cible du sénateur René Bérenger, connu comme le « père la pudeur », qui réussit à dissuader les compagnies de chemin de fer de permettre la vente de La Vie en culotte rouge dans les gares. Le 25 janvier 1909, Georges Offenstadt, propriétaire du journal depuis janvier 1908, et Maurice Weill, l'ancien propriétaire, assignent le sénateur Bérenger devant le tribunal de la Seine en lui réclamant 100 000 francs de dommages-intérêts pour le préjudice subi, ainsi qu'une indemnisation, pour Georges Offenstadt, de 5 000 francs par an et par réseau jusqu'au rétablissement de la vente du journal. Le 16 février 1910, le tribunal déboute Maurice Weill et Georges Offenstadt. En 1910, c'est Charles Offenstadt qui poursuit le sénateur Bérenger en diffamation et lui réclame 10 000 francs de dommages-intérêts. Lors de sa comparution devant la neuvième chambre correctionnelle le 1er juillet 1910, le sénateur déclare explicitement renoncer à son immunité parlementaire. C'est cependant sur ce motif que le tribunal argumente pour déclarer la nullité de la citation à comparaître.
L'abbé Louis Béthléem (1869-1940), célèbre pour son livre Romans à lire et romans à proscrire, invite les chrétiens à se détourner des publications des frères Offenstadt. Ainsi, en 1913, la revue catholique Romans-revue, qu'il anime, traite la société des frères Offenstadt de « société judéo-allemande des publications pornographiques ».
Durant la Première Guerre mondiale, les frères s'efforcent de montrer leur patriotisme, ainsi les Pieds Nickelés montent au front et participent activement à la guerre en ridiculisant l'ennemi dans leurs histoires. Après la guerre, les frères Offenstadt décident de changer le nom de leur entreprise en « Société parisienne d'édition » (SPE). Charles Offenstadt meurt en janvier 1918.

## La disparition de l'entreprise
Durant la Seconde Guerre mondiale, les lois anti-juives dépossèdent les frères Offenstadt. Maurice Offenstadt (qui se fait appeler Maurice Villefranche en francisant son nom de famille) meurt à Nice en 1943 (il était né le 4 novembre 1865) et Nathan meurt à Drancy en 1944. Les membres du reste de la famille doivent attendre 1946 pour recouvrer leur société. Cependant la SPE ne réussit pas à retrouver son rang d'avant-guerre face aux journaux concurrents comme Spirou, Le Journal de Tintin, Vaillant ou Le Journal de Mickey.